# Mike Maunder
Mike Maunder is een Amerikaanse botanicus. 
In 1986 behaalde hij het Kew Diploma in Horticulture bij de Royal Botanic Gardens, Kew.
In 1988 behaalde hij zijn M.Sc. aan de School of Plant Sciences van de University of Reading in Reading (Engeland). In 1997 behaalde hij hier een Ph.D.
Maunder was werkzaam bij de Royal Botanic Gardens, Kew en de National Tropical Botanical Garden. Tussen 2005 en 2009 zat Maunder in de Board of Directors van de American Public Gardens Association (tot 2006 onder de naam American Association of Botanical Gardens and Arboreta). Tussen 2006 en 2009 was hij lid van de IUCN/SSC Palm Specialist Group en de IUCN/SSC Cycad Specialist Group Van 2007 tot 2009 zat hij in de raad van advies van het Initiative for Biodiversity Studies in Arid Regions van de American University of Beiroet. Vanaf 2003 was hij verbonden aan de Fairchild Tropical Botanic Garden in Coral Gables (Florida). Het eerste jaar was hij hier onderzoeksdirecteur. Tussen 2004 en 2008 was hij de executive director, waarin hij werd opgevolgd door Carl E. Lewis. 
Sinds 2008 is Maunder verbonden aan het Al Ain Wildlife Park & Resort in Abu Dhabi als directeur botanie en landschap. In deze functie houdt hij zich bezig met het coördineren van de verschillende (nagebootste) ecosystemen van woestijnen in de Verenigde Arabische Emiraten, Arabië, Afrika, Azië, Australië en Amerika. Hij is voorzitter van de IUCN/SSC Plant Conservation Sub-Committee (PCSC) en is wetenschappelijk adviseur van de IUCN/SSC Korean Plant Specialist Group en de Conservation Breeding Specialist Group (CBSG). 
Maunder houdt zich bezig met onderzoek op het gebied van de natuurbescherming van bedreigde tropische planten, de bescherming van ex situ (buiten de natuurlijke omgeving) populaties van planten, de implementatie van nationale en regionale beschermingsmaatregelen, en het herstel van de tropische biodiversiteit. Hij neemt actief deel aan de ontwikkeling van internationale natuurbeschermingspolitiek, waaronder de World Conservation Union SSC Plant Conservation Strategy (1999-2000), de World Conservation Union SSC Ex Situ Policy Guidelines (2001-2002) en de Global Strategy for Plant Conservation (2002). Ook houdt hij zich bezig met het verbeteren van de relevantie van botanische tuinen voor de maatschappij. Hij is betrokken bij het New Zealand Plant Conservation Network. Samen met Alastair Culham heeft zich beziggehouden met onderzoek naar de toromiro (Sophora tormomiro).
Maunder heeft veldwerk verricht in Oost-Afrika, Zuid-Afrika, Zuid-Amerika, de Caraïben, het Middellandse Zeegebied, de Oceanische eilanden (onder meer Paaseiland) en gematigd Azië. Hij kreeg in 2002 de Center for Plant Conservation Star Award van het Center for Plant Conservation. In 2004 werd hij onderscheiden met de Species Survival Commission Citation for Excellence van de IUCN. 
Maunder voert peer review uit voor wetenschappelijke tijdschriften als Biological Conservation, Oryx en Biodiversity and Conservation. Hij zit in de redactie van wetenschappelijke tijdschriften als Oryx en Korean Journal of Ecology. Hij is samen met Colin Clubbe, Clare Hankamer en Madeline Groves de redactie van het boek Plant Conservation in the Tropics: Perspectives and Practices (Kew Publishing, 2002). Sam met Edward O. Guerrant en Kayri Havens is Maunder de redactie van het boek Ex Situ Plant Conservation: Supporting Species Survival in the Wild (Island Press in samenwerking met de Society for Ecological Restoration, 2004). Maunder is auteur van artikelen in tijdschriften als Curtis's Botanical Magazine, Nature en Science.